# Escaphiella ramirezi
Escaphiella ramirezi là một loài nhện trong họ Oonopidae.
Loài này thuộc chi Escaphiella. Escaphiella ramirezi được miêu tả năm 2009 bởi Norman I. Platnick & Dupérré.